# Legenda
 Ovo je glavno značenje pojma Legenda. Za druga značenja pogledajte Legenda (razdvojba).
Legenda (lat. ono što se ima pročitati, štivo) u srednjem vijeku, pobožno štivo,  najčešće životopis nekog sveca, koji se čitao u crkvi ili samostanskoj blagovaonici za vrijeme jela (u našim krajevima takvi su se tekstovi obično nazivali čtenija, čtenja, štenja ). Kao književna vrsta legenda je pripovijest u prozi ili stihovima, u kojoj je tema povijesno-biografskih podataka (ili elemenata s historijskom namjenom) isprepletena fantastičnim (basnoslovnim, natprirodnim, pustolovnim) pojedinostima.

## Povijest
Legenda je prastarog postanka, djelomično se poklapa s mitom i proizlazi iz težnje da se činjenična građa, historijska tradicija ili prvotni oblik nekog prikaza preobrazi i obogati sadržajima fantazijsko-emocionalne vrijednosti. Stare predaje o osnucima naselja, seobama, ratnim pohodima, katastrofama, uglednim vođama i vladarima, mudrim državnicima i zakonodavcima, pustolovnim pomorcima, glasovitim ljepoticama, junačkim borcima, smjelim buntovnicima itd., književno su se staložile i legendama kojima su protkane Ilijada, Odiseja, Mahabharata, Ramayana, egipatske Sinuheove zgode, židovske Pentateuh, babilonski ep o Gilgamešu, budistička Tripitaka, perzijska Zend-Avesta, kineska Shu-king, Vergilova Eneida, Ovidijeve Metamorfoze i druge. 
S pobjedom kršćanstva, legende se počinju stvarati oko ličnosti i događaja religioznog značaja: mučenika, pustinjaka, svetaca, misionara, crkvenog prelata, vladara, osnivanja crkava i samostana itd. Prve kršćanske hagiografske legende pojavljuju se već na prijelazu u srednji vijek (Djela Apostolska, Djela Mučenika, svetačke biografije Atanasija, Jeronima, Grgura iz Toursa). Na osnovi antičkih prisjećanja koje je podržavao studij klasičnih pisaca, stvaraju se motivi kršćanskog kruga preoblikovani i prilagođeni mentalitetu srednjovjekovnog čovjeka (Aleksandar Veliki, pad Troje, Orfej, Kleopatra, Tizba, Antiob, Trajan, Dioklecijan i drugi) Narodna predaja čuva i umnožava građu legendi oko predstavnika feudalno-viteškog društva (Karlo Veliki, Roland, Fridrik Barbarossa, Arthur, Tristan, Lancelot, Hamlet, Grizelda, Izolda, Genoveva i drugi), dok križarski ratovi prenose na Zapad, zajedno s ostalim kulturnim elemntima Istoka, i blago njihovih legendi (Budin život, priča o Sakuntali, motivi iz Pančanatre, Tisuću i jedne noći i drugi). Neki legendarni motivi tvore široke cikluse (vitezovi Okruglog stola, Sveti gral), dok se neki povezuju u jedinstvene spjevove (Edda, Pjesma o Nibelunzima). 
Među zbirkama legendi iz kasnijeg srednjeg vijeka posebno mjesto zauzima Zlatna legenda (Legenda Aurea), čiji je autor genoveški biskup Jacobus de Voragine (oko 1230-1298); ona se stoljećima širila u bezbrojnim prijevodima i preradbama, a neki likovi i motivi te zbirke nadahnuli su mnoga kasnija književna djela kao i likovna ostvarenja (čarobnjak Kristijan, sv. Juraj, sveti Kristofor, božji čovjek Aleksije i drugi). Iz istog vremena (13. stoljeće) potječe zbirka o rimskoj povijesti Gesta Romanorum, koja je bila glavno vrelo pseudoantičke, a donekle i orijentalne legende u kasnom srednjem vijeku. Poseban krug legendi stvoren je oko života Franje Asiškoga i njegove braće (Legenda trium sociorum, Fioreti, Ferenczlegenda). Legendarna građa dobrim je dijelom nadahnula i prva velika djela talijanske književnosti (Danteova Božanstvena komedija, Boccacciov Dekameron). 
Kako pokazuju naši glagolski i ćirilični rukopisi od 13. stoljeća nadalje, naša je stara literatura prihvatila, ponajviše iz bizantinskih i latinskih vrela, ali i preko usmene predaje, velik broj srednjovjekovnih, biblijskih, svetačkih, pseudoantičkih, viteških i orijentalnih legendi. Osobito bogat krug legendi splela je narodna mašta oko osoba i događaja iz vlastite povijesti pretočivši ih u pjesmu, pripovijetku i andegdotu Legednardne motive sadržavaju mnoga djela naše starije literature počevši od Zoranićevih Planina Barakovićeve Vile Slovinke i Gundulićeva Osmana do Kačićeva Razgovora. Hagiografske legende u prozi i u stihovima, među kojima ima i domaćih, sačinjavaju glavnu građu mnogih hrvatskih rukopisnih i tiskanih spisa kao što su: Žića sv. Otaca (oko 1400), Cvet vsake mudrosti (15. stoljeće), Transit sv. Jeronima  (Senj 1508), Mirakuli slavne Dive Marije (Senj 1507-1509), Libro od mnozijeh razloga, Divkovićeve Besjede (1616), Kožičićeva Žitija rimskih arhijereov i cesarov, razna Zrcala, Korizmenjaci, Čudesa itd. Premda je legenda proživjela svoje zlatno razdoblje u srednjem vijeku, ona ostaje i dalje motiv književnih nadahnuća. 
U svakidašnjem govoru riječ „legenda“ obično označava izmišljen ili nepouzdan povijesni ili fantazijom iskrivljeni događaj, ali pridjev legendaran označava i nešto što je znamenito, dostojno da bi bilo ovjekovječeno legendom (legendaran junak, legendaran pothvat). Još je napomenuto da legende uglavnom imaju izmišljenu priču.

## Popularna kultura
U Hrvatskoj se od 2005. održava LegendFest, festival legendi, mitova i priča. Prvo mjesto održavanja bio je Pićan, a potom se proširio i na kontinentalnu Hrvatsku, u stari grad Lukavec nedaleko od Zagreba te u Nacionalni park Krka.